# Epocilla
Epocilla Thorell, 1887 è un genere di ragni appartenente alla famiglia Salticidae.

## Distribuzione
Le 10 specie oggi note di questo genere sono diffuse in Asia orientale, sudorientale e isole Mauritius; alcuni esemplari di E. calcarata sono stati rinvenuti alle Hawaii.

## Tassonomia
Considerato un sinonimo anteriore di Goajara Peckham & Peckham, 1907, a seguito di uno studio dell'aracnologo Zabka del 1985.
A dicembre 2010, si compone di 10 specie:
- Epocilla aurantiaca (Simon, 1885) — dall'India alla Malesia
- Epocilla blairei Zabka, 1985 — Cina, Vietnam
- Epocilla calcarata (Karsch, 1880) — dalla Cina a Celebes, Isole Seychelles, Hawaii
- Epocilla chimakothiensis Jastrzebski, 2007 — Bhutan
- Epocilla femoralis Simon, 1901 — Sumatra
- Epocilla innotata Thorell, 1895 — Birmania
- Epocilla mauriciana Simon, 1901 — Mauritius
- Epocilla picturata Simon, 1901 — Cina
- Epocilla praetextata Thorell, 1887[2] — Bhutan, dalla Birmania a Giava
- Epocilla xylina Simon, 1906 — India